# Мишень (выставка)

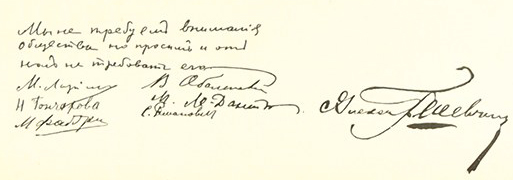
Мы не требуем внимания общества, но просим и от нас не требовать его. Один из принципов группы, провозглашенный в предисловии к каталогу выставки «Мишень», автограф М. Ларионова, ниже подписи В. Оболенского, Н. Гончаровой, М. Ле Дантю, М. Фаббри, С. Романовича и Александра Шевченко

«Мишень» — выставка живописи в Москве в марте-апреле 1913, организованная М. Ф. Ларионовым, — третья экспозиция из задуманной им в начале 1910-х серии выставок, после «Бубнового валета» и «Ослиного хвоста».

## История
Смысл её названия сам Ларионов объяснил так: «то, во что целятся при стрельбе». Помимо Ларионова, в выставке приняли участие Н. С. Гончарова, художники его круга А. В. Шевченко, М. В. Ле-Дантю, молодые В. В. Левкиевский и С. М. Романович, а также К. С. Малевич и московские примитивисты Т. Н. Богомазов и В. Н. Д. Павлюченко. С выставкой «Мишень» связан также манифест «Лучисты и будущники», помимо Ларионова, подписанный рядом близких к нему художников — Гончаровой, В. А. Оболенским, Романовичем, М. А. Фаббри, Шевченко и другими.
В день открытия «Мишени» в Политехническом музее состоялся организованный Ларионовым диспут о современном искусстве. В ходе вечера доклад о лучизме в живописи сделал Ларионов, выступали также Гончарова, Илья Зданевич и Шевченко. Диспут не был завершён из-за начавшегося скандала и потасовки в зале, потребовавшей вмешательства полиции. Скандальное начало выставки привлекало к ней повышенное внимание московской публики. Но выставка «Мишень» вошла в историю русского авангарда тем, что на ней были продемонстрированы новаторские поиски в живописи Ларионова и других мастеров.